# Đào Vọng Khanh
Đào Vọng Khanh (chữ Hán: 陶望卿, ? - ?) hay Vọng Ngưỡng là cung phi nước Quảng Xuyên thời nhà Hán trong lịch sử Trung Quốc.
Vọng Khanh mang họ Đào, thời trẻ được gả vào hậu cung Quảng Xuyên, thành hôn với Quảng Xuyên vương Lưu Khứ, chắt của Hán Cảnh Đế. Ban đầu Vọng Khanh được Lưu Khứ sủng ái, phong làm Tu Mĩ phu nhân.
Vương hậu Chiêu Tín thấy Vọng Khanh được sủng ái, lo sợ cho ngôi vị của mình, bèn tìm cách hãm hại Vọng Khanh, vu cáo Vọng Khanh trước mặt Lưu Khứ. Lưu Khứ tin theo Chiêu Tín, bèn bắt Vọng Khanh đến cho các phu nhân khác xử tử. Vọng Khanh bị Chiêu Tín và các phu nhân dùng lột hết quần áo, dùng cùi đỏ nung lên người cho sống không bằng chết. Cùng đường, Vọng Khanh nhảy xuống giếng tự vẫn nhưng chưa chết. Chiêu Tín sai lôi Vọng Khanh lên, xẻo mũi, cắt miệng rồi đem nấu trước mặt các cung nhân khác.
Trước lúc bị giết, Vọng Khanh đem em mình là Đô giao phó cho mẹ. Sau khi giết Vọng Khanh, Chiêu Tín giết cả mẹ và em trai của bà.